# 川内 (仙台市)
川内（かわうち）は、宮城県仙台市青葉区の地域名・汎称地名および町である。古くは河内とも記された。本項では地域名としての川内について主に解説する。

## 地理
仙台市の東部、仙台市青葉区の東部に位置し、広瀬川にかかる牛越橋から竜ノ口渓谷が合流する地点までの広瀬川右岸の地一帯を呼ぶ。川内では広瀬川が大きく蛇行し、そこにいくつもの沢が流れこみ、さらに河岸段丘のはっきりした並びが認められる。仙台城はこの地域の複雑な地形を利用してつくられた。

## 歴史
仙台でも早い時期に開かれた地域であるとされ、現に伊達政宗は仙台開府の際、川内の地に居城を構えた。
仙台城が建設された後、川内には重臣の屋敷をはじめ、諸士や職人、さらには寺社などの町並み堂舎が軒を連ねることとなり、町割が実施され、元支倉丁・元支倉通・数寄屋丁・新横丁・明神横丁・澱橋通・亀岡通・中ノ坂通・大堀通・亀岡町・三十人町・大橋通・柳町・筋違橋通・山屋敷・追廻・大工町・川前丁・四ツ谷町・中ノ瀬丁など多くの町が成立した。
仙台藩の戊辰戦争敗戦以降も、明治4年に東北鎮台（のちに第二師団司令部となる）が川内に置かれ、東北地方の軍事機能の中枢となるなど、川内の地は軍事的な拠点であり続けた。明治20年代以降は多くの侍屋敷を移転させて基地化を進めた。この結果、一般民家があるのは下町段丘に位置する川前丁・大工町・明神横丁と地区の北端に当たる三十人町・亀岡町一帯のみとなった。
1928年には川内追廻の練兵場跡を第一会場として東北産業博覧会が開催された。第一会場では宮城県仙台第二中学校の新築校舎が第一本館として使用され、東京館や台湾館、満蒙参考館、世界風俗館などが配置された。なお、東北産業博覧会を開くにあたり、仙台市街から川内の第一会場まで行くために広瀬川を渡る橋の建設が問題となった。当時の中の瀬橋は人ひとり渡れる幅の板を渡しただけという私設の小さな橋で狭い上に危険であったうえに、大橋・澱橋へと迂回するのでは不便だということで、橋を新たに建設することとなったが、巨額の費用から断念せざるを得なくなった。結局、第二師団の協力を得て、工兵第二大隊の架橋演習として幅6mの木橋（中の瀬橋）を20日で建設した。この新しい中の瀬橋は博覧橋や工兵橋とも呼ばれ、昭和30年代まで使われた。
軍事拠点であったため、1945年7月10日未明の仙台空襲では集中攻撃を受け、壊滅し、国宝建造物であった仙台城大手門も焼失した。そして終戦を迎え、戦後、仙台市は仙台市復興委員会のもと、幹線道路網や公園の修正などを盛り込んだ都市計画案を戦災復興院に提出した。この案は1946年9月に審査を通り、10月9日に特別都市計画法が適用される全国115都市の一つに指定された。戦災復興計画に描かれた整然とした中心市街を実現するために、まず戦災を受けた場所から順次区画整理をすることとなった。川内地区は東北地方の軍事拠点としての役割を担っていたことから、戦時中は激しい攻撃を受けていた。そのため、戦災復興院の復興都市計画土地区画整理事業施行区域の第二地区として川内地区（16万5,400坪）が選定された。しかし、この計画は川内が進駐軍に接収されることが決定したため、実行されることはなかった。接収地となった川内には米軍キャンプ・センダイが置かれ、洋風建築がたち並びその景観は一変した。1957年（昭和32年）11月に日本に返還されるまで、日本人には立入禁止区域をなしていた。こうして川内は70年近い期間にわたって住民のほとんどいない地域となったため、かつての地名は大半忘れ去られ、その正確な復元は困難になった。川内キャンプ返還後、その跡地は東北大学が取得し、東北大学川内キャンパスが設置された。現在の川内は東北大学や宮城県仙台第二高等学校といった学校や住宅街が立地する文京地区となっている。
昭和後期、仙台都市部では人口増加と市街地の拡大が進行し、それに伴い、自家用車など自動車の交通量が増大したため、仙台市では道路整備が進められた。住宅地となっていた川内地区も例外ではなく、川内柳生線や川内南小泉線、川内旗立線など様々な道路が計画されていった。

### 沿革
- 1874年（明治7年） - 仙台城本丸が取り壊される[7]。
- 1882年（明治15年） - 仙台鎮台で大火[8]。旧仙台城二の丸建築物のほとんどが失われる[8]。
- 1889年（明治22年）
  - 不明 - 洪水で川内と市街地を結ぶ大橋と澱橋が流出[9]。
  - 4月1日 - 仙台区が市制施行し、川内一帯が仙台市川内区となる[10]。
- 1892年（明治25年） - 大橋と澱橋が鉄橋として架け替えられる[9]。
- 1895年（明治28年） - 川内区が第9区となる[11]。
- 1948年（昭和23年） - 県民住宅が建設される[12]。
- 1957年（昭和32年）11月 - 川内が日本へと返還される。
- 1958年（昭和33年）4月 - 東北大学富沢分校および北分校が川内へ移転[13]。
- 1959年（昭和34年）8月1日 - 仙台川内郵便局が設置される[14]。
- 1983年（昭和58年）5月 - 仙台西道路および青葉山・川内トンネルが開通。
- 1989年（平成元年）
  - 仙台市が政令指定都市に指定され、全域が青葉区に所属する[15]。
- 2015年（平成27年）12月6日 - 仙台市営地下鉄東西線川内駅、国際センター駅が開業[16]。

## 地名の由来
西方に青葉山・亀岡山が間近に迫り、かつ、北・東・南を川で囲まれてたことから川内と名付けられた。

## 川内を冠する町名
以下は仙台市青葉区川内地区にある川内を冠する町名の一覧である。なお、町名は「 仙台市区の設置等に関する条例」に則る。
- 川内
- 川内追廻
- 川内亀岡北裏丁
- 川内亀岡町
- 川内川前丁
- 川内三十人町
- 川内新横丁
- 川内大工町
- 川内中ノ瀬町
- 川内明神横丁
- 川内元支倉
- 川内山屋敷
- 川内澱橋通

### 明治期に存在した町名
宮城県各村字調書によると明治17,18年頃の川内を関する川内地区の町名は以下の通りである。
- 川内追廻[18]
- 川内大橋通 - 江戸期には片倉小十郎や水沢伊達氏、登米伊達氏などの屋敷が置かれた[19]。現在は川内に含まれ、東北大学川内南キャンパスの一部となっている[19]。
- 川内筋違橋通[20]
- 川内大堀通 - 江戸期には宮床伊達氏の屋敷が多くを占めており、明治20年代にはこの地一帯は歩兵第十七連隊や輜重兵第二大隊の営舎となったが明治中期に消滅[11]。現在は北部が公務員住宅街、南部が東北大学となっている。
- 川内中ノ坂通 - 仙台城二の丸の北方に位置した[20][21]。
- 川内柳町 - 仙台城下町の1つで江戸期には侍屋敷が置かれた[19]。明治20年代に陸軍用地となり、兵器支廠や仙台連隊区司令部などが置かれたが、第2次大戦後に米軍から返還されたあとは、宮城県仙台商業高校の敷地となった[19]。
- 川内中ノ瀬町[20]
- 川内川前丁[11]
- 川内大工町 - 仙台城下町の1つで、仙台城普請に関係した大工にこの土地が与えられたことを由来とする[19]。
- 川内明神横丁[20]
- 川内元支倉[20]
- 川内元支倉通[22]
- 川内新横丁 - 仙台城下町の1つであったが、明治20年代の初めに騎兵連隊用地として買い上げられ、人家の全くない土地となった[19]。さらにその後は仙台第二中学校がこの地を占めた[19]。
- 川内数寄屋丁 - 現在は川内澱橋通に吸収されている[20]。
- 川内澱橋通[22]
- 川内亀ケ岡通 [11]
- 川内亀ケ岡町[11]
- 川内亀ケ岡北裏丁[11]
- 川内杉丁
- 川内三十人町[11]
- 川内山屋敷[22]
- 川内裏下馬通 - 大正期に消滅[18]。

## 住所としての川内

### 概要
住居表示未実施で住所では川内の後に番地がつく。人家は存在せず、北部一帯は東北大学川内キャンパスが占め、南部には青葉山や仙台城などが立地する。

## ギャラリー

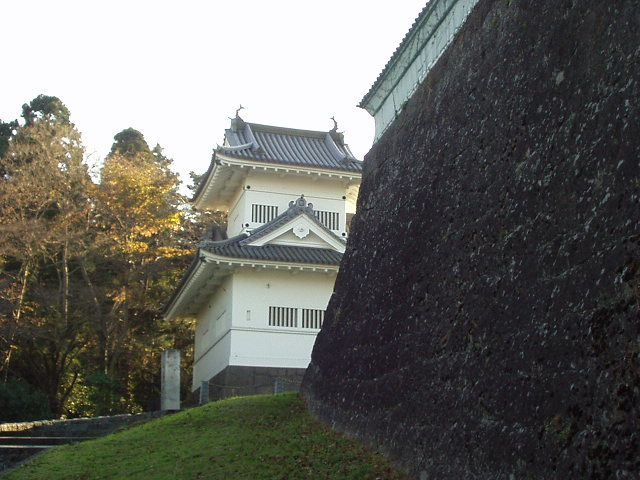
仙台城大手門脇櫓（川内）
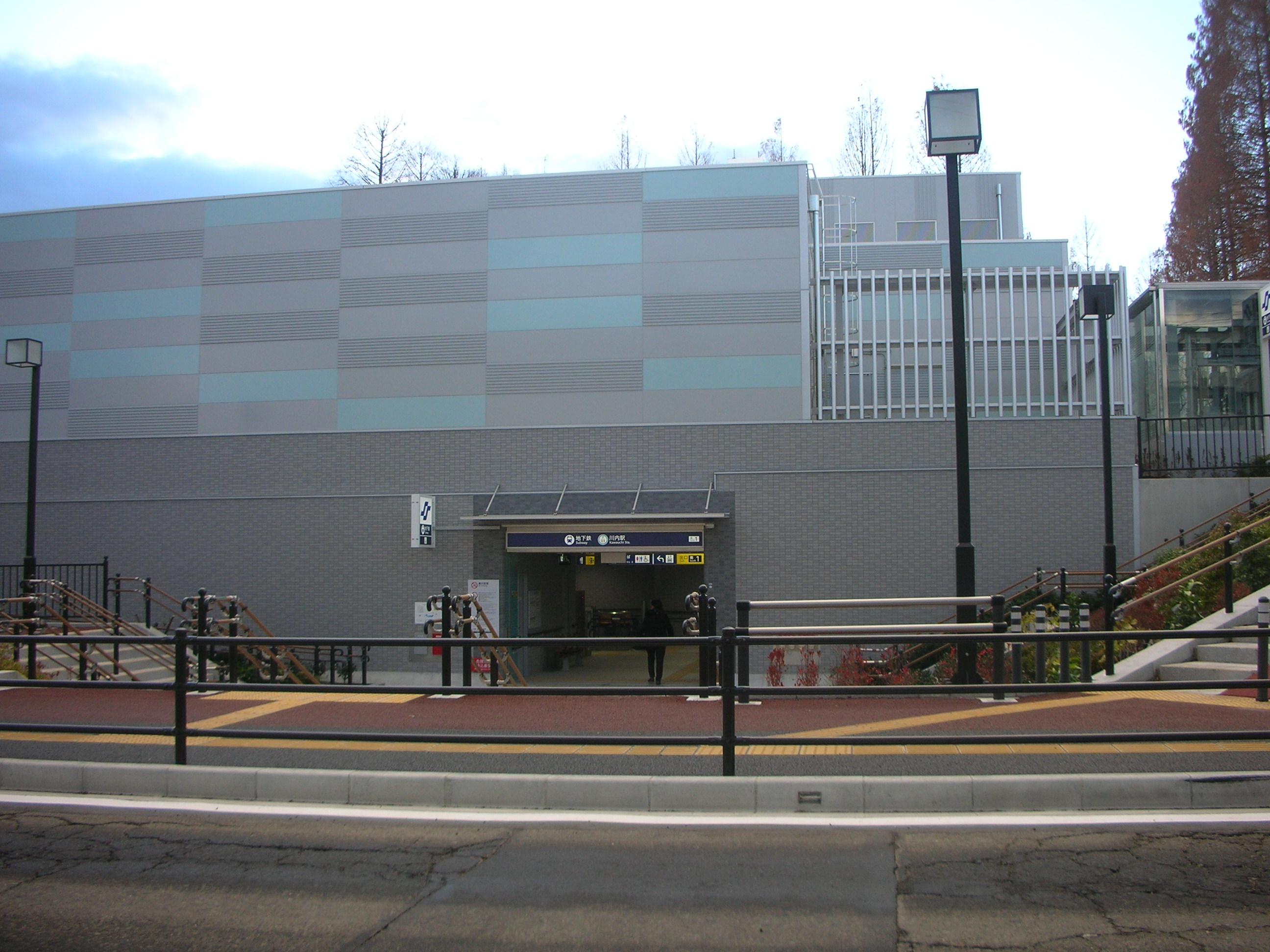
川内駅（川内）
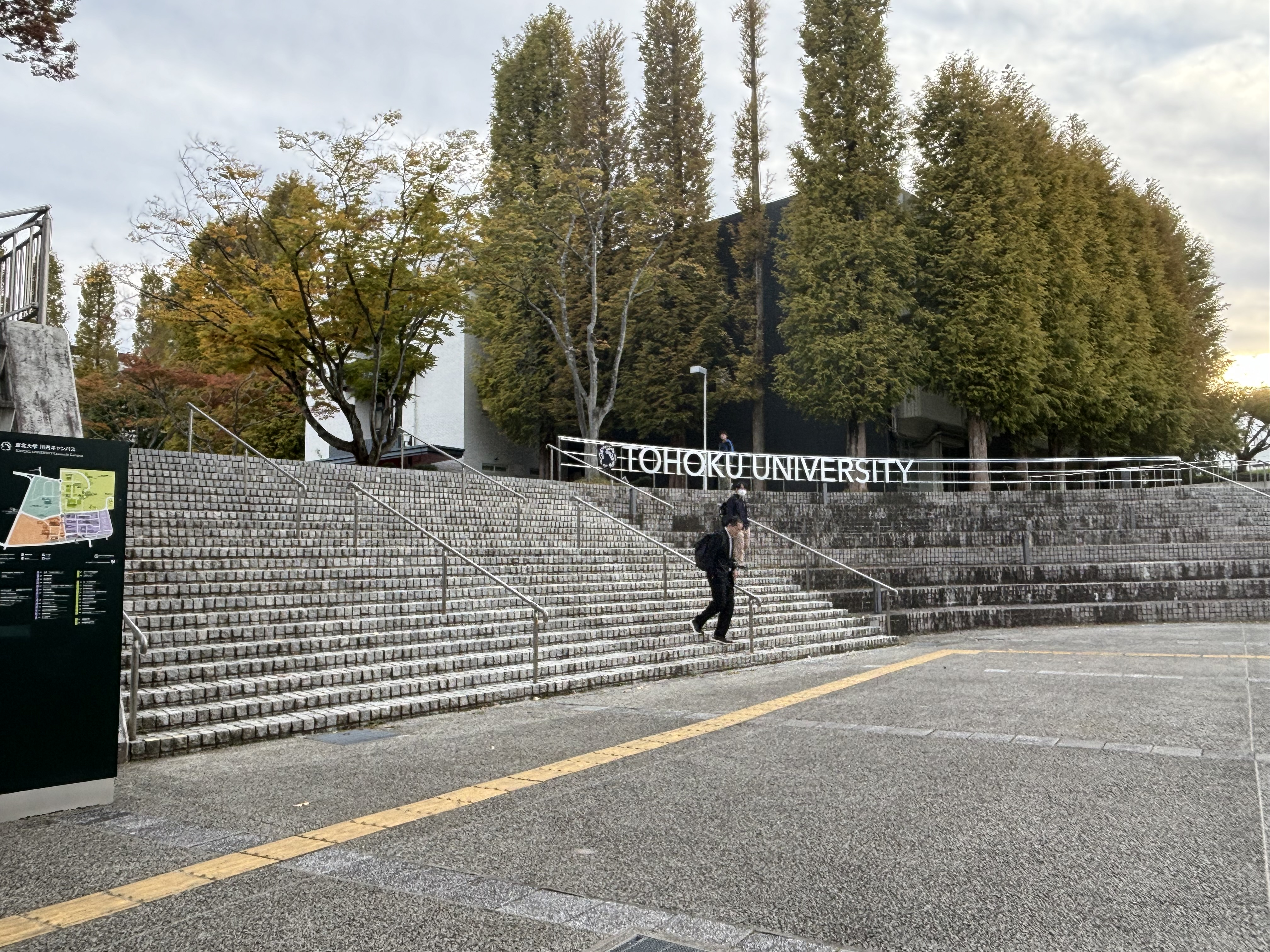
東北大学川内キャンパス（川内）
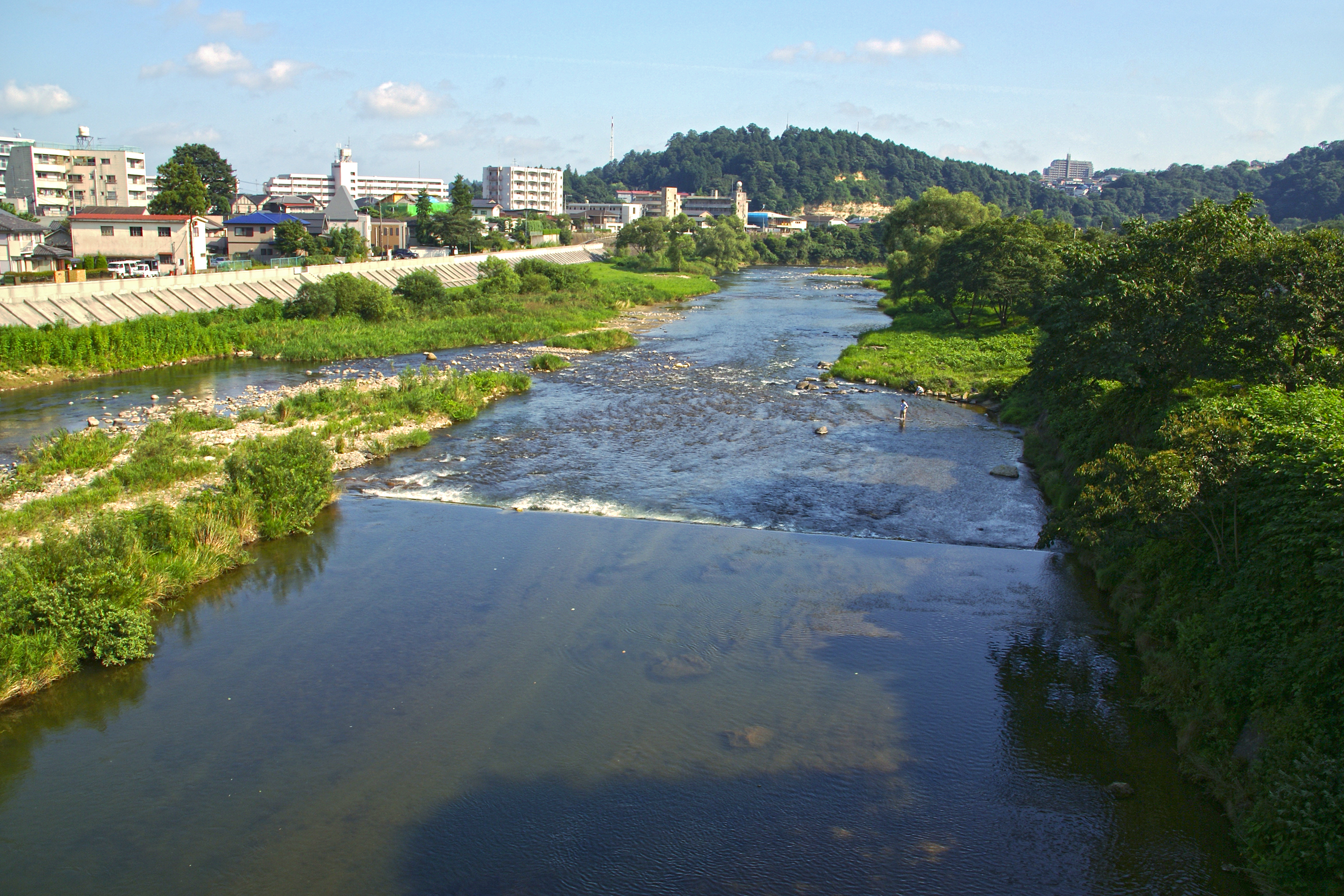
大橋から見る広瀬川（川内追廻）
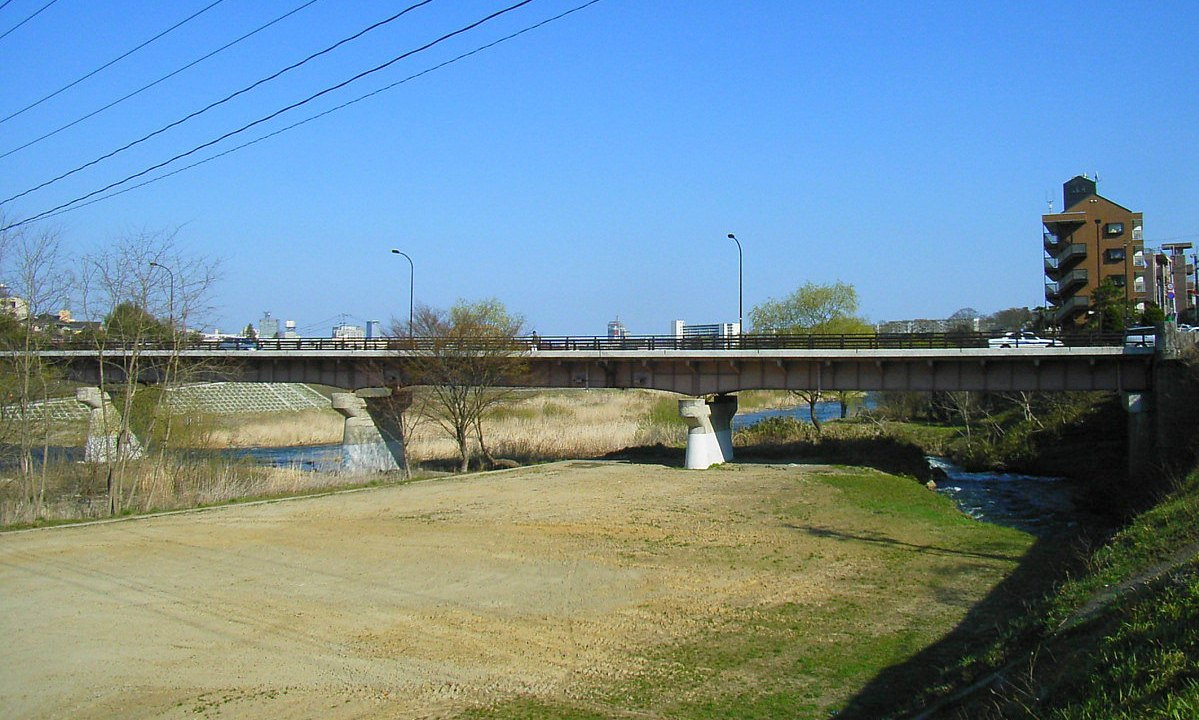
牛越橋（川内三十人町）
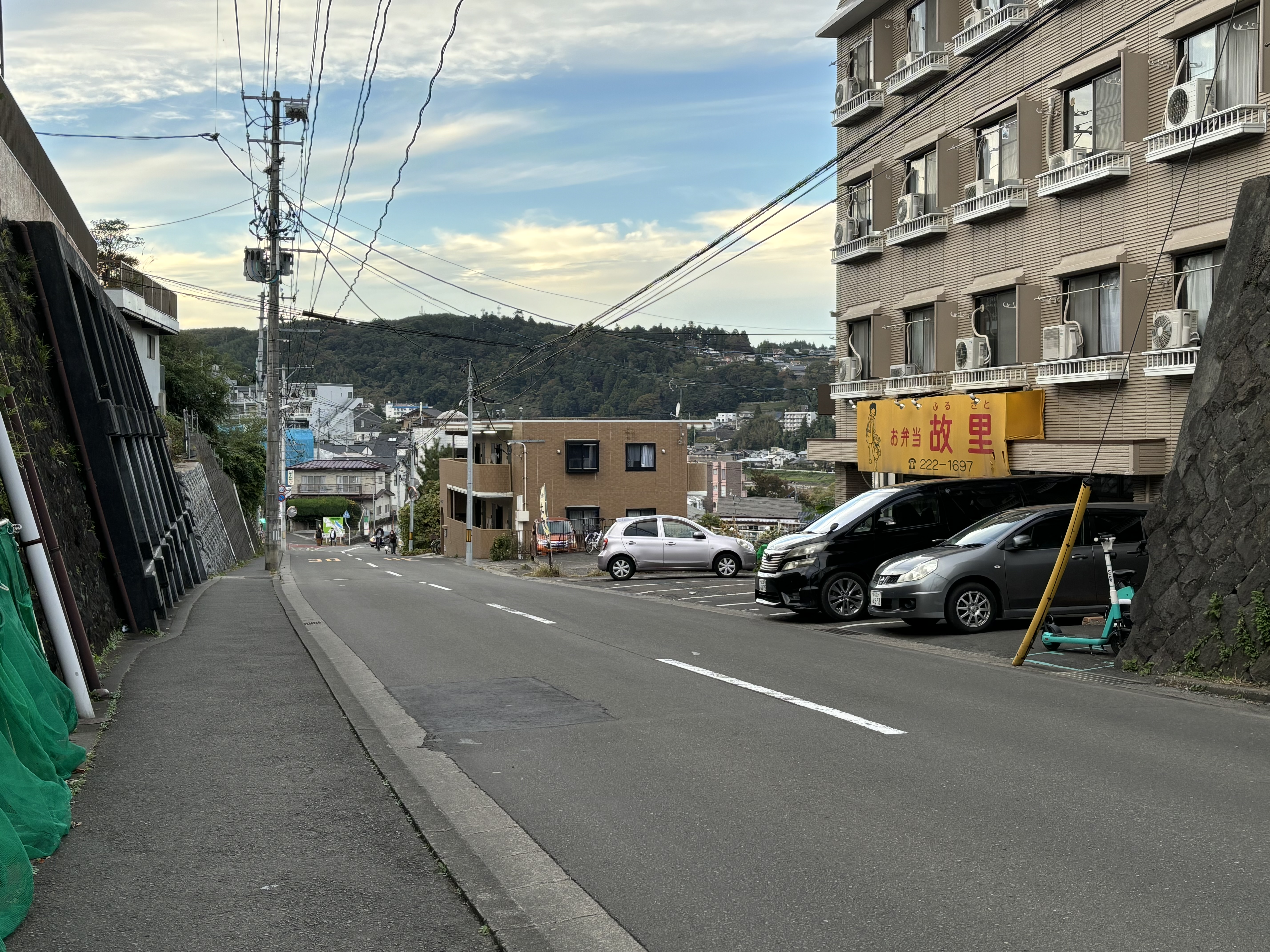
市道亀岡三十人町線（川内三十人町）
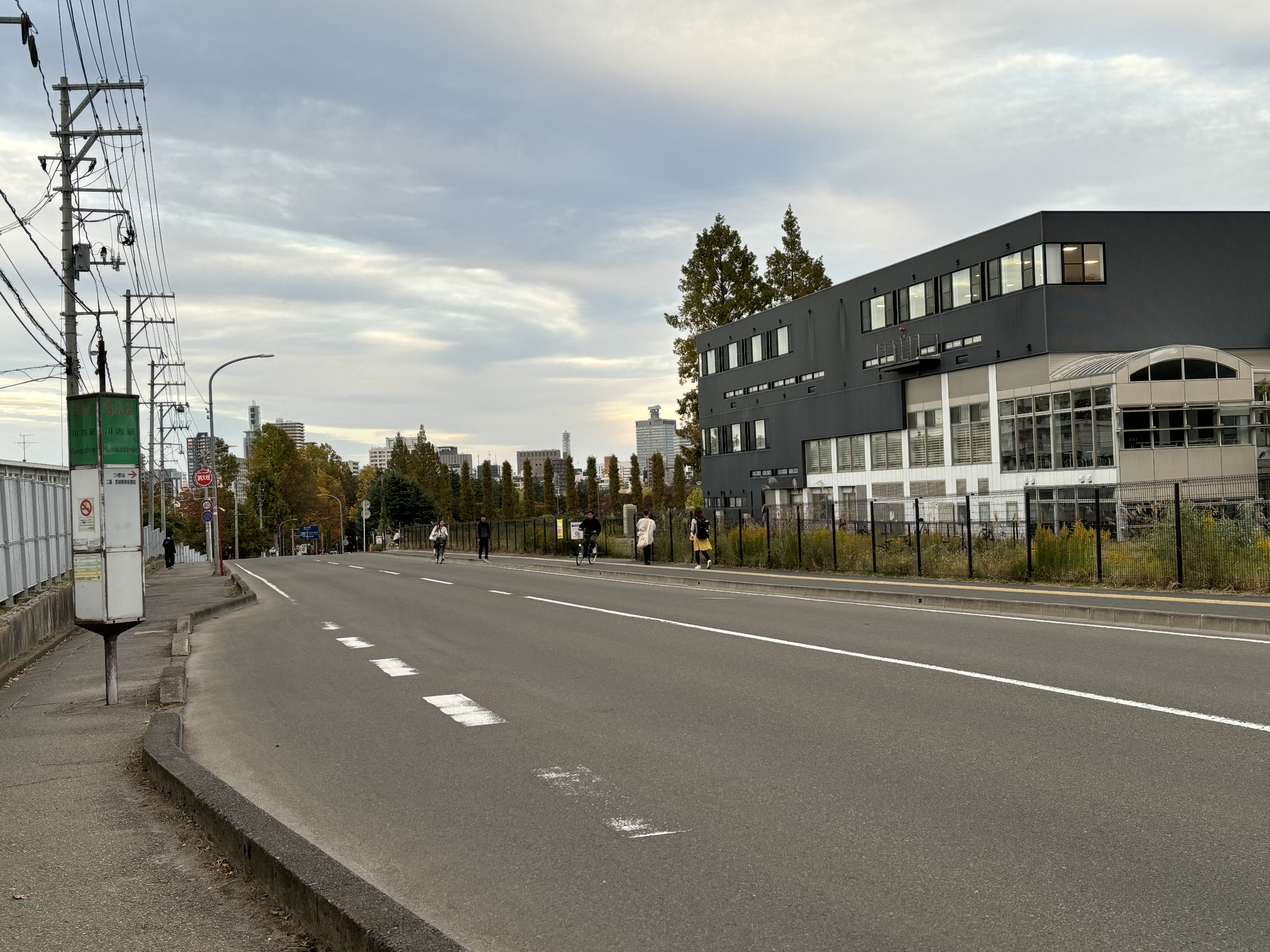
市道砲兵営前通線（川内元支倉）
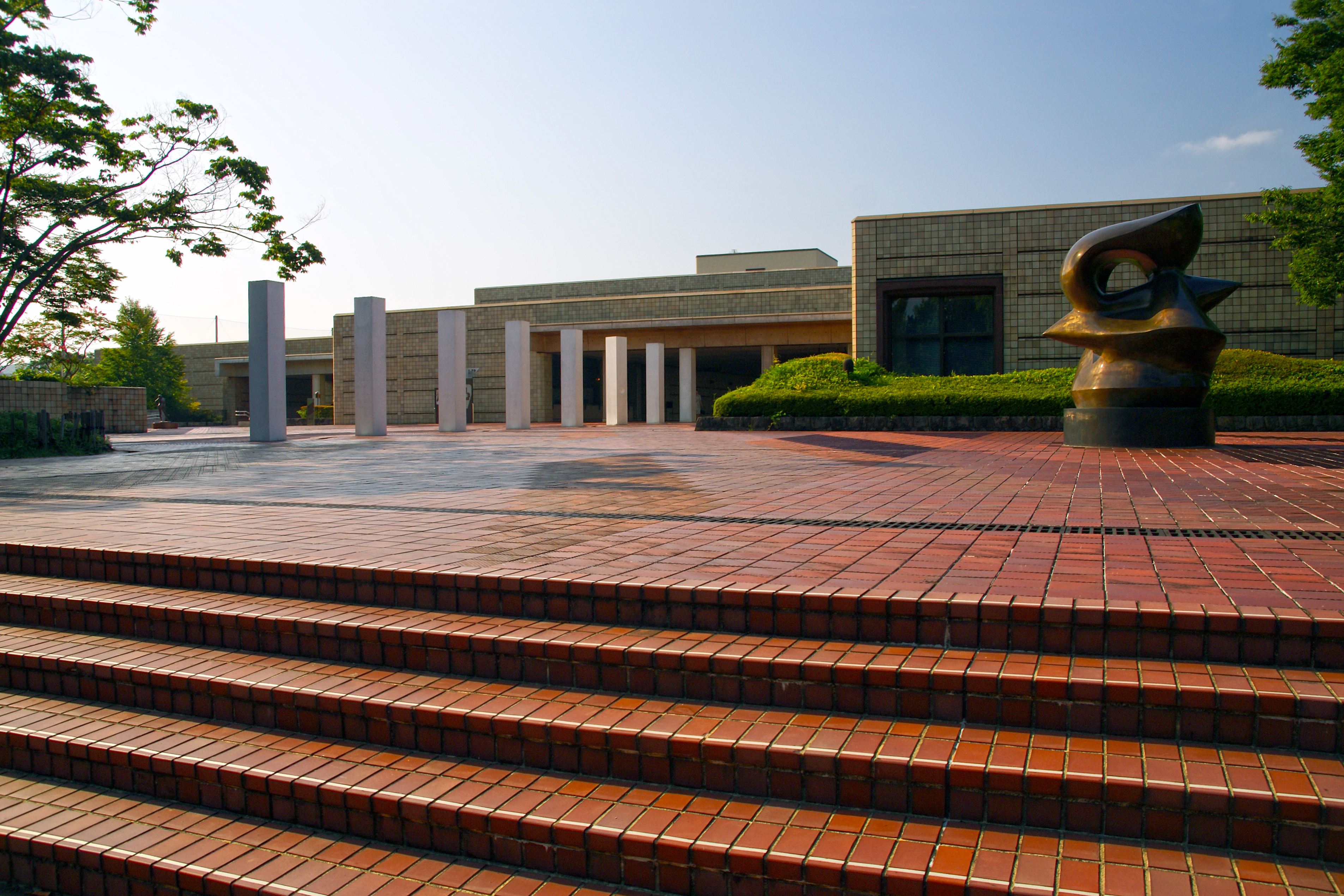
宮城県美術館（川内元支倉）
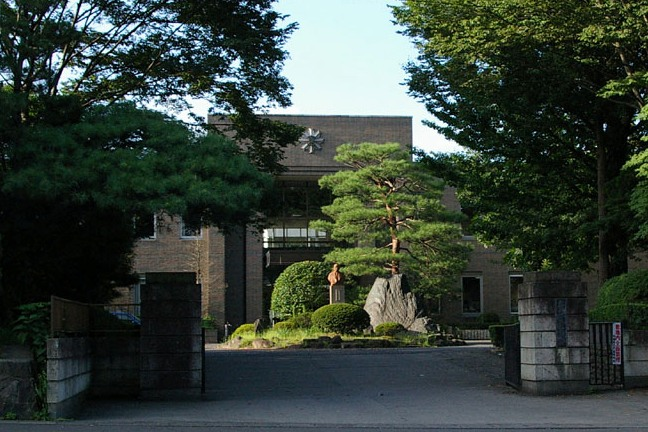
宮城県仙台第二高等学校（川内澱橋通）